# Nothoscordum izaguirreae
Nothoscordum izaguirreae es una especie herbácea, perenne, con bulbo y rizoma endémica de Uruguay y perteneciente a la familia de las amarilidáceas. Su nombre está dedicado a la Ing. Agr. Primavera Izaguirre. 

## Descripción
Geófita bulbosa con rizomas, sin olor aliáceo perceptible. El bulbo es ovoide, de 9 mm de alto y 8 mm de ancho, de color pardo claro. A partir de este bulbo se desarrollan rizomas en cuyos extremos se forman nuevos bulbos. Las hojas son lineares se color verde intenso, brillantes y erguidas, de 1 a 15 cm de longitud y 1 mm de ancho. Los escapos son verdes, erguidos, y llevan una sola flor de 15 a 20 mm de longitud, de color amarillo intenso. El perigonio está formado por 6 tépalos, brevemente soldados en la base. Están protegidos por una espata bivalva, verdosa. 
El número de cromosomas es de 2n= 24, por lo que sería un hexaploide ya que uno de los números básicos en el género es x=4.

## Taxonomía
Nothoscordum izaguirreae fue descrita por Orfeo Crosa y publicado en Hickenia 3(61): 272–275, f. 1. 2006.